# Per Anders Fogelström
Per Anders Fogelström (22. srpna 1917 Stockholm – 20. června 1998 tamtéž) byl švédský novinář a spisovatel. Debutoval v roce 1947 básnickou sbírkou Orons giriga händer.
Jeho tvorba je spjata s městem Stockholmem, jemuž věnoval románovou pentalogii o osudech dělnické rodiny Nilssonových. Je také spoluautorem knihy o stockholmském místopisu Stockholms gatunamn. Jeho nejúspěšnějším dílem je milostný příběh Léto s Monikou (Sommaren med Monika, první vydání 1951), přeložený do mnoha jazyků včetně češtiny a v roce 1953 zfilmovaný Ingmarem Bergmanem s Harriet Anderssonovou v titulní roli.
Angažoval se v pacifistickém hnutí, od roku 1963 do roku 1967 byl předsedou Švédského sdružení pro mír a arbitráž.
Získal Literární cenu Svenska Dagbladet, v roce 1964 Bernspriset, v roce 1976 čestný doktorát Stockholmské univerzity, v roce 1989 Cenu Gerarda Bonniera a v roce 1996 medaili Litteris et Artibus.